# كليمنت كوليسنيكوف
كليمنت كوليسنيكوف هو سباح روسي ولد في 9 يوليو 2000،فاز ب 6 ميداليات ذهبية في أولمبياد الشباب 2018.

## روابط خارجية
- كليمنت كوليسنيكوف على موقع الاتحاد الدولي للسباحة (الإنجليزية)
- كليمنت كوليسنيكوف على موقع SwimRankings.net (الإنجليزية)
- كليمنت كوليسنيكوف على موقع اللجنة الأولمبية الدولية (الإنجليزية)
- كليمنت كوليسنيكوف على موقع أوليمبيديا (الإنجليزية)